# Чорний Калтан
Чорний Калта́н (рос. Чёрный Калтан) — селище у складі Новокузнецького району Кемеровської області, Росія. Входить до складу Центрального сільського поселення.
Стара назва — Чорний Калтанчик.

## Населення
Населення — 2 особи (2010; 16 у 2002).
Національний склад (станом на 2002 рік):
- росіяни — 100 %